# Rasa de Coll de Port
La Rasa de Coll de Port és un torrent afluent per l'esquerra del Cardener a la Vall de Lord. De direcció predominant NO-SE, s'escola per la vall de La Coma al llarg de prop de 4,5 km. fets íntegrament pel terme municipal de La Coma i la Pedra.

## Descripció
Neix a Coll de Port, a 1.657 metres d'altitud i desemboca al Cardener a 1.013 metres d'altitud a poc més de 400 m. a l'est de les Fonts del Cardener i a escassos 900 m. al NO del poble de  La Coma.
Els darrers 375 m., canalitzats, segons el mapa de l'ICC reben el nom de Ribereta de Cal Ramon. La gent de la contrada, però, els denomina la Rasa de Cal Roset.

## Perfil del seu curs
| metres de curs  | 0     | 500   | 1.000 | 1.500 | 2.000 | 2.500 | 3.000 | 3.500 | 4000  | 4.400 |
| --------------- | ----- | ----- | ----- | ----- | ----- | ----- | ----- | ----- | ----- | ----- |
| Altitud (en m.) | 1.657 | 1.580 | 1.500 | 1.400 | 1.320 | 1.256 | 1.180 | 1.080 | 1.037 | 1.020 |
| % de pendent    |       | 15,4  | 16,0  | 20,0  | 16,0  | 12,8  | 15,2  | 20,0  | 8,0   | 4,3   |

## Xarxa hidrogràfica

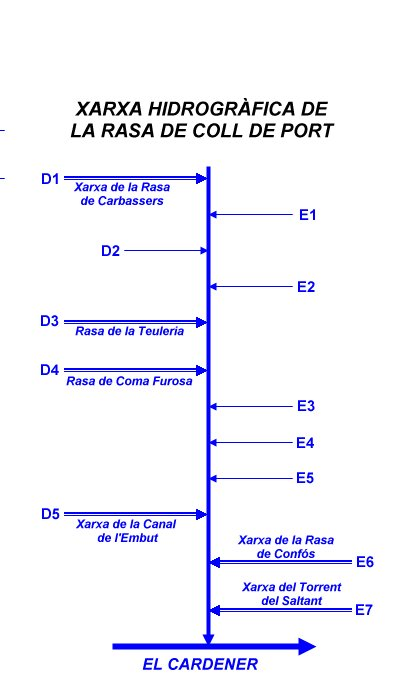
Xarxa hidrogràfica de la Rasa de Coll de Port

La xarxa hidrogràfica de la Rasa de Coll de Port, que també transcorre íntegrament pel terme municipal de la Pedra i la Coma, està integrada per un total de 44 cursos fluvials dels quals 12 són subsidiaris de 1r nivell, 12 més ho són de 2n nivell, 11 ho són de 3r nivell, 7 ho són de 4t nivell i 1 ho és de 5è nivell.
La totalitat de la xarxa suma una longitud de 52.292 m.